# Spodnji Hotič
Spodnji Hotič je naselje v Občini Litija.